# Robert A.J. Gagnon
Robert A.J. Gagnon, född 31 juli 1958, är professor i Nya Testamentet vid Pittsburgh Theological Seminary. 
Gagnon tog vid Dartmouth College sin bachelor i historia och studerade teologi vid Harvard Divinity School. Han doktorerade vid Princeton Theological Seminary. 1994 började han som Assistant Professor i Pittsburgh, där han 2002 befordrades till Associate Professor. 
Hans specialintresse är paulinsk teologi (särskilt Romarbrevet och Första Korintierbrevet) och spiritualitet i Nya Testamentet. 
Robert Gagnon är ordinerad äldste inom Presbyterian Church (USA).